# کمیته ملی ایکوموس ایران
کمیته ملی ایکوموس ایران موسسه‌ای فرهنگی، علمی، تخصصی است. این مجموعه در تاریخ ۲۹ فروردین سال ۱۳۸۱ همزمان با روز جهانی ایکوموس به‌طور رسمی کار خود را آغاز کرد. کارشناسانی از سازمان میراث فرهنگی با این مؤسسه همکاری می‌نمایند. این کمیته جزء کمیته‌های ملی است که وابسته به شورای بین‌المللی بناها و محوطه‌های تاریخی (ایکوموس) است. این کمیته‌های ملی در راستای اساسنامه ایکوموس و در جهت تعامل بین کشورهای عضو این شورا و تشکیل کمیته جهانی این شورا و ارتباط با یونسکو به وجود آمده‌اند.

## اهداف
این مؤسسه، موسسه‌ای فرهنگی، علمی، تخصصی، غیرسیاسی و غیردولتی است که با هدف ترویج و گسترش فرهنگ مطالعه و معرفی بناها و محوطه‌های تاریخی، تشویق به حمایت، حفاظت، احیا، مرمت بناها و محوطه‌های تاریخ و ترویج فرهنگی آن در سطوح ملی و بین‌المللی تشکیل شده و از دیگر اهداف آن جلب نظر مؤسسه‌ها، نهاد و نسبت به اهمیت بناها، محوطه‌ها و بافت‌های تاریخی است.

## اعضای هیئت مدیره
اعضای اصلی ایکوموس عبارتند از:
مهدی حجت رئیس هیئت مدیره، ناصر نوروززاده چگینی معاون هیئت مدیره، محمدرضا رحیم‌زاده (دبیر کمیته)، جلیل گلشن بافقی (خزانه‌دار)، سیاوش صابری کاخکی، مهناز اشرفی، زهرا اهری، اکبر تقی‌زاده اصل، حسین رایتی مقدم، محمدرضا رحیم‌زاده، مهناز عبدالله خان گرجی، هایده لاله، اسکندر مختاری طالقانی

## عضویت‌ها
مؤسسه دارای چهار نوع عضویت است:
1. پیوسته (شخصیت حقیقی):اعضا “پیوسته“ از میان افرادی برگزیده می‌شوند که از تخصص، شأن و سابقه برجسته‌ای در سطح ملی یا بین‌المللی در امر پژوهش، آموزش، حفاظت، مرمت و احیا و معرفی بناها، مجموعه بناها و محوطه‌های تاریخی برخوردار بوده و فعالیت داشته باشند. نظیر: حفاظت‌گران، مرمت‌گران، معماران، شهرسازان، مورخین، باستان‌شناسان، مردم‌شناسان، استادکاران و هنرمندان ممتاز و دیگر تخصص‌های علمی، فنی، اداری، مالی، حقوقی، مراکز اسناد مرتبط و غیره.
2. وابسته (اعم از شخصیت حقیقی و حقوقی):عضویت “وابسته“ (اعم از حقیقی یا حقوقی) برای تمام افراد و نهادها، مراکز و مؤسساتی که در زمینه اهداف مؤسسه یا همکاری ملی و بین‌المللی در زمینه حفاظت میراث فرهنگی فعالند.
3. پشتیبان (اعم از شخصیت حقیقی و حقوقی) :افراد و مؤسساتی که مایل به پشتیبانی از اهداف و فعالیت‌های مؤسسه هستند
4. افتخاری (شخصیت حقیقی):براساس پیشنهاد هیئت مدیره و تصویب مجمع عمومی، درارتباط با افرادی که خدماتی برجسته در زمینه پژوهش، حفاظت، مرمت و احیای بناها، مجموعه بناها و محوطه‌های تاریخی انجام داده‌اند[۴]